# Риндозеро
Риндозеро — пресноводное озеро на территории Петровского сельского поселения Кондопожского района Республики Карелии.

## Общие сведения
Площадь озера — 1,8 км², площадь водосборного бассейна — 32,9 км², располагается на высоте 144 метров над уровнем моря.
Котловина ледникового происхождения.
Форма озера подковообразная, продолговатая: оно на два с половиной километра вытянуто с северо-запада на юго-восток. Берега каменисто-песчаные, местами заболоченные.
С южной стороны озера вытекает безымянный водоток, впадающий в озеро Вендюрское — исток реки Кулапдеги, впадающей в Сяпчозеро, из которого берёт начало река Сяпча, впадающая в озеро Торос. Из последнего вытекает протока Салми, впадающая в озеро Мярандуксу, откуда вытекает река Нурмис, впадающая в Линдозеро, через которое протекает река Суна.
С запада в Риндозеро впадает протока, вытекающая из озера Урос; с севера — протока из озера Тилкуслампи.
В озере расположены три безымянных острова общей площадью 0,01 км², рассредоточенных по площади водоёма.
Рыба: щука, плотва, окунь, ряпушка, лещ, налим, ёрш.
Вдоль юго-западного берега озера проходит просёлочная дорога.
Населённые пункты вблизи водоёма отсутствуют.
Код объекта в государственном водном реестре — 01040100211102000018026.